# Croissant chiite
 (décembre 2024).
Si vous disposez d'ouvrages ou d'articles de référence ou si vous connaissez des sites web de qualité traitant du thème abordé ici, merci de compléter l'article en donnant les références utiles à sa vérifiabilité et en les liant à la section « Notes et références ».

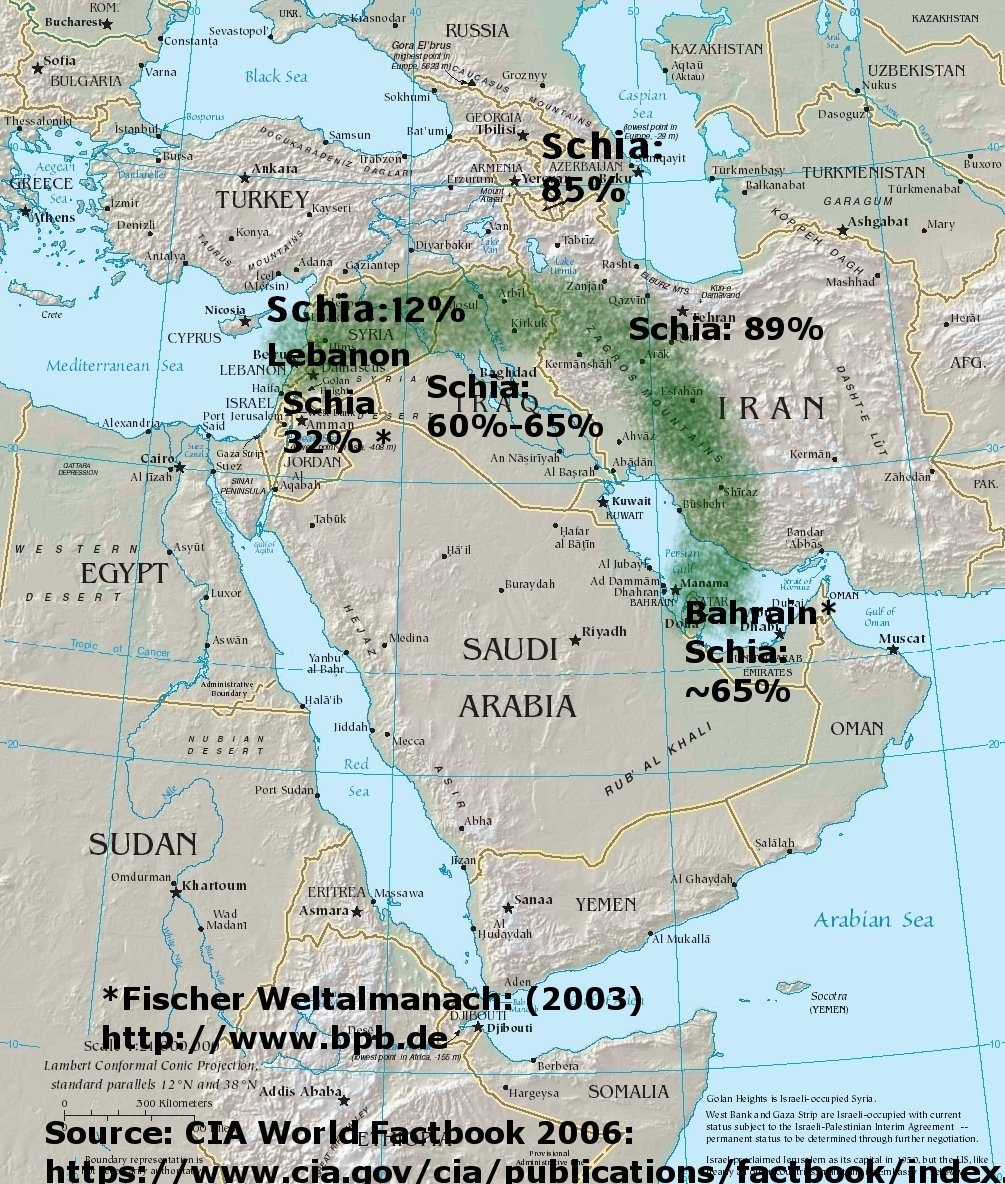
Carte de localisation du croissant chiite au Moyen-Orient.

Le croissant chiite ou arc chiite est une région du Moyen-Orient où le chiisme est la branche de l'Islam majoritaire ou constituant une minorité importante qui était sous influence iranienne. Il s'étendait de Téhéran au sud du Liban. Avec la chute de Bashar Al Assad le 8 décembre 2024 lors de la guerre civile syrienne, il n’existe plus.